# Георги Боруджиев
Георги Иванов Боруджиев е български одрински революционер, деец на Вътрешната македоно-одринска революционна организация.

## Биография
Боруджиев е роден в 1880 година в град Бунархисар, тогава в Османската империя. Братовчед е на Костадин Боруджиев. Влиза във ВМОРО и от 1902 година е член на околийския комитет. От 1903 година е нелегален четник при Стоян Петров и с четата му взима участие в Илинденско-Преображенското въстание.